# Poste en France
Pour un article plus général, voir Poste.
En France le secteur postal est dominé par La Poste qui se partage le marché avec d'autres opérateurs postaux depuis l'ouverture du secteur à la concurrence initiée dans les années 1990. L'autorité de régulation des communications électroniques et des postes (ARCEP) est l'organisme chargé de veiller au bon fonctionnement de la concurrence dans le secteur de la poste en France.

## Historique
Un réseau de poste, le cursus publicus, était en usage durant l'Empire romain et donc en Gaule. Très efficace, il facilitait le déplacement d'officiels et les messages d'importances à l'aide de mansio, des auberges-gîtes implantées à intervalle régulier. Il disparaît au Ve siècle.
En France, vers 1477, le roi Louis XI a créé les chevaucheurs de l'écurie du roi pour transmettre ses messages. En 1576 le roi Henri III créa les messagers royaux qui acheminaient aussi les lettres des particuliers.
Le 17 juillet 1653, Louis XIV accorde par ordonnance à Jean-Jacques Renouard de Villayer la permission de créer la petite poste à Paris, pour l'intérieur de la ville. Ce dernier met en place la boîte aux lettres et les premiers « facteurs » parisiens.
En 1671, les familles Pajot et Rouille ouvrent au centre de Paris, 34 rue des Bourdonnais puis en face 9 et 11 rue des Déchargeurs le premier centre Postal de Paris. Ils sont des « fermiers » du roi Louis XIV auquel ils payent une « ferme » (forte somme = licence d'exploitation), une licence qui est perdue en 1738.
Au début du XVIIe siècle est apparue la poste aux lettres qui était dirigée par le surintendant général des postes. Les directeurs encaissaient le prix de la lettre qu'ils réclamaient au destinataire. Les courriers acheminaient les dépêches d'un bureau à l'autre grâce aux relais de la poste aux chevaux. Ils parcouraient toute la ligne et changeaient de chevaux à chaque relais. Ils étaient accompagnés d'un postillon, chaussé de lourdes bottes et chargé de les guider jusqu'au relais suivant puis de ramener les chevaux « à vide » à leur relais d'origine. Les relais de poste étaient distants de 7 lieues soit 28 km environ, d'où les fameuses bottes de sept lieues du conte de Charles Perrault Le Petit Poucet.
En 1756 a été établi à Paris un bureau de correspondance générale et publique pour toute sorte de commission (à l’exception des affaires de banque et de litiges judiciaires). L’adresse était : " Monsieur le régisseur du bureau de correspondance générale et publique, place des victoires a Paris".
En 1760, Clément Humbert Piarron de Chamousset créa la seconde petite Poste (la première ne dura que de 1653 à 1656) à Paris. 200 facteurs agitaient leur claquoir pour avertir de leur passage et assuraient trois distributions par jour. Les villes de province se dotèrent à leur tour d'une petite poste. Ce fut le cas de Bordeaux (1766), Nantes (1777), Rouen (1778), Nancy (1778), Lyon (1779), Strasbourg (1780), Marseille (1781), Lille (1784).
Le 28 juin 1780, un arrêt du conseil fait fusionner la petite Poste de Paris et la grande Poste rurale.
Au XVIIIe siècle, la distance moyenne entre deux relais était de 16 kilomètres. Une lettre expédiée de Paris mettait deux jours et 8 heures pour atteindre Lyon, un peu plus de quatre jours pour Marseille. On comptait à cette époque environ 1 400 relais de poste.
À la Révolution, les Postes sont administrées directement par l'État. La Révolution est aussi l'époque où apparurent les malles-poste dans lesquelles des voyageurs fortunés et pressés pouvaient prendre place au côté du courrier.
Avec l'utilisation de la vapeur, la Poste va accélérer l'acheminement des dépêches. Dix paquebots-poste à vapeur parcourent la Méditerranée en 1835. En 1845, un wagon-poste est mis en service sur la ligne Paris-Rouen. Il sera le premier d'une succession de nombreux modèles de bureaux ambulants. En 1873, lorsque la poste aux chevaux disparaît au profit du transport par chemin de fer, il existait 54 lignes, puis en 1914, 175 lignes.
Avec le XIXe siècle commence l'ère des réformes. À partir de 1830, les campagnes jusque-là négligées, reçoivent la visite du facteur. Le 1er mai 1840, les postes britanniques avaient émis le Penny Black, le premier timbre postal de l'histoire. Ce n'est qu'en 1849 qu'est émis le premier timbre-poste français, à l'effigie de Cérès, déesse des moissons et de la fécondité, à laquelle succédera le profil de Napoléon III en 1852. Désormais, le prix de la lettre varie en fonction du poids et non plus de la distance. Le nombre des lettres expédiées double de 1848 à 1859. Un état publié en 1864 dénombre 4 361 bureaux en France et 29 bureaux français à l'étranger .
Lors de la guerre de 1914-1918, la Poste aux Armées est profondément réformée par Augustin Alphonse Marty, qui crée les Secteurs Postaux  pour des raisons de sécurité militaire et de mobilité des troupes : l'adresse des destinataires est remplacée par un numéro de secteur postal géré de façon centralisé au niveau de l'État-Major des Armées. Cette réforme a permis de traiter un des plus grands trafics postaux jamais connu en France.
Le XXe siècle s'ouvre sur l'aventure aérienne avec la naissance des Lignes aériennes Latécoère, puis de l'Aéropostale. Un service régulier de nuit est inauguré en 1939 avec des avions bimoteurs Goéland sur les lignes de Paris-Bordeaux-Pau et Paris-Lyon-Marseille.
Après la Seconde Guerre mondiale, le service postal aérien fut intégré à la compagnie Air France pour former un département particulier, le Centre d'Exploitation postal métropolitain, dont le premier directeur fut Didier Daurat. Les appareils utilisés étaient des Junkers Ju 52 récupérés sur l'occupant. Ceux-ci sont remplacés en 1948 par des avions américains, des Douglas DC-3 de type Dakota. En 1957, la flotte postale se compose de 9 appareils DC-3 qui transportent chaque nuit près de 25 tonnes de courrier, soit près du quart de tout le trafic lettres métropolitaines. Les avions sont la propriété de l'administration des PTT, mais c'est Air France qui en assure le fonctionnement. En 1983, la poste peut compter aussi sur le trains, surtout des TGV.
La fin du XXe siècle voit le retour de la privatisation : La Poste française actuelle naît en 1988, avec une réforme scindant les PTT en La Poste d'une part et en France Télécom de l'autre, les deux administrations évoluant en 1991 vers le statut d'établissement public industriel et commercial (EPIC). Le 28 janvier 2004, la loi sur la régulation des activités postales est adoptée en première lecture par le Sénat et promulguée le 20 mai 2005. Le décret (no 2006-507) relatif aux autorisations postales a été publié au Journal Officiel du 5 mai 2006 et introduit le système d'autorisations pour le secteur postal français. D'autres opérateurs postaux peuvent ainsi concurrencer La Poste en faisant partie des opérateurs de services postaux autorisés par l'ARCEP. À partir du 1er mars 2010 La Poste devient une société anonyme à capitaux publics par une loi votée au parlement en décembre 2009, ce qui clôt l'enquête ouverte en 2007 par la Commission européenne à la suite de plaintes de grandes banques françaises à propos de la garantie financière illimitée que l'État français accordait à la Poste.
Au 1er janvier 2011, le dernier secteur protégé (la distribution des envois de moins de cinquante grammes) est ouvert à la concurrence. Toutefois les concurrents potentiels ne semblent pas intéressés par le marché national, vu sa faible rentabilité. Aussi il est possible qu'ils se concentrent sur les cinquante principaux clients de La Poste qui assurent 33 % de son chiffre d'affaires,.